# Ewald Krümmer
Ewald Krümmer (* 17. September 1896 in Sulzbach/Saar; † 9. Oktober 1968 in Iserlohn) war ein deutscher Diplomat und Politiker (FDP).

## Herkunft
Seine Eltern waren der wirklicher Geheimer Oberbergrat Friedrich Wilhelm Gisbert Krümmer (1856–1922) und dessen Ehefrau Mathilde Frederike von Veith (* 22. September 1858; † 30. September 1921).

## Leben und Beruf
Nach dem Abitur nahm Krümmer ein Studium der Rechtswissenschaften auf, das er mit der Promotion zum Dr. iur. beendete. Er war von 1922 bis 1943 im Auswärtigen Dienst tätig. Zuerst auf unterschiedlichen Positionen im In- und Ausland übernahm er 1939 ein Sonderreferat in der Presseabteilung des Auswärtigen Amtes. Im Herbst 1940 holte Marin Luther ihn als Referatsleiter in das, der Abteilung Deutschland zugehörende Sonderreferat „Organisation“. Damit wurde er ständiger Vertreter des Unterstaatssekretärs Luther. Die Bildung dieses Arbeitsbereichs war Ausdruck des Macht- und Kontrollbedürfnisses seines Vorgesetzten Martin Luther. Von diesem Referat aus sollte die gesamte Propagandaarbeit, vor allem die Kriegspropaganda koordiniert, vom Auswärtigen Amt vereinnahmt und kontrolliert werden. Damit geriet es in heftige Widersprüche und Kompetenzschwierigkeiten mit dem Reichspropagandaministerium. Ab Mitte 1941 wurde es auf Grund einer Dienstanweisung des Außenministers Joachim von Ribbentrop als federführend für die Überwachung der Auslandspropaganda bestimmt. Um die weitere Machtkämpfe zwischen beiden Ministerien zu vermeiden, wurde Krümmer zusätzlich zum Verbindungsmann für das Reichspropagandaministerium ernannt. Eine weitere Aufgabenstellung dieses Sonderreferates bestand in der Umformung des Auswärtigen Amtes als NS-Institution. Hier oblag ihm, die Besetzung wichtiger Leitungsbereiche und Botschafterposten mit Nationalsozialisten durchzusetzen. Dazu übernahm es sogar einen Teil der Personalarbeit, für die es aber eigentlich eine eigene Abteilung gab. Durch die sich angeeignete Aktenführung sollten vor allem die gewünschten Auswahlkriterien umgesetzt und das Mitspracherecht eingefordert werden. Mit dem Sturz Luthers wurde Krümmer Anfang 1943 ins Ausland abgeschoben und übernahm in der Türkei das unbedeutende Konsulat Adana. Hier wurde er zum Generalkonsul ernannt. Nach dem Zweiten Weltkrieg arbeitete er als Privatdozent für politische Fragen in der Erwachsenenbildung.

## Partei
Er trat zum 1. November 1933 der NSDAP bei (Mitgliedsnummer 3.286.403) und war dort 1938 zum Landesgruppenleiter aufgestiegen. Über seine Entnazifizierung ist nichts bekannt.
Krümmer trat nach dem Krieg in die FDP ein und war von 1958 bis 1962 Vorsitzender des FDP-Ortsverbandes Iserlohn. Von 1961 bis 1966 war er Vorsitzender des FDP-Bezirksverbandes Westfalen-West und seit 1967 dessen Ehrenvorsitzender.

## Abgeordneter
Krümmer war seit 1952 Ratsmitglied der Stadt Iserlohn. Dem Deutschen Bundestag gehörte er vom 24. Januar 1963, als er über die Landesliste Nordrhein-Westfalen für den verstorbenen Abgeordneten Wolfgang Döring nachrückte, bis 1965 an. Hier war er Vorsitzender des Arbeitskreises Außenpolitik und Verteidigung der FDP-Fraktion.

## Öffentliche Ämter
Krümmer amtierte seit 1956 als Bürgermeister und von 1961 bis 1963 als Oberbürgermeister der Stadt Iserlohn.